# 王筝
王筝（1980年1月3日—），中国著名流行女歌手，制作人。

## 生平
出生于西安，毕业于解放军艺术学院。

## 作品
代表作有《我们都是好孩子》、《春风》、《越单纯越幸福》、《没有人比我更爱你》、《想把我唱给你听》、《想着你睡不着》、《幸福过》等。

## 荣誉
- 音乐风云榜内地最佳专辑
- 音乐风云榜内地最佳女歌手
- 音乐风云榜内地最佳制作人
- 东南劲爆音乐榜最佳唱作歌手
- 中国TOP排行榜内地最佳女歌手
- 中国音乐流行榜年度杰出女艺人
- 北京流行音乐典礼最佳创作歌手